# Caldeirón (España)
Caldeirón (llamada oficialmente O Caldeirón) es una aldea española situada en la parroquia de Codesido, del municipio de Villalba, en la provincia de Lugo, Galicia.

## Demografía
| Gráfica de evolución demográfica de Caldeirón entre 2000 y 2021 |
|                                                                 |
| Datos según el nomenclátor publicado por el INE.                |